# تسکوو
تسکوو (به چکی: Cekov) یک منطقهٔ مسکونی در جمهوری چک است که در ناحیه روکیتسانی واقع شده‌است. تسکوو ۴٫۲۹ کیلومتر مربع مساحت و ۱۲۵ نفر جمعیت دارد و ۴۶۳ متر بالاتر از سطح دریا واقع شده‌است.